# Museo nazionale della Cina

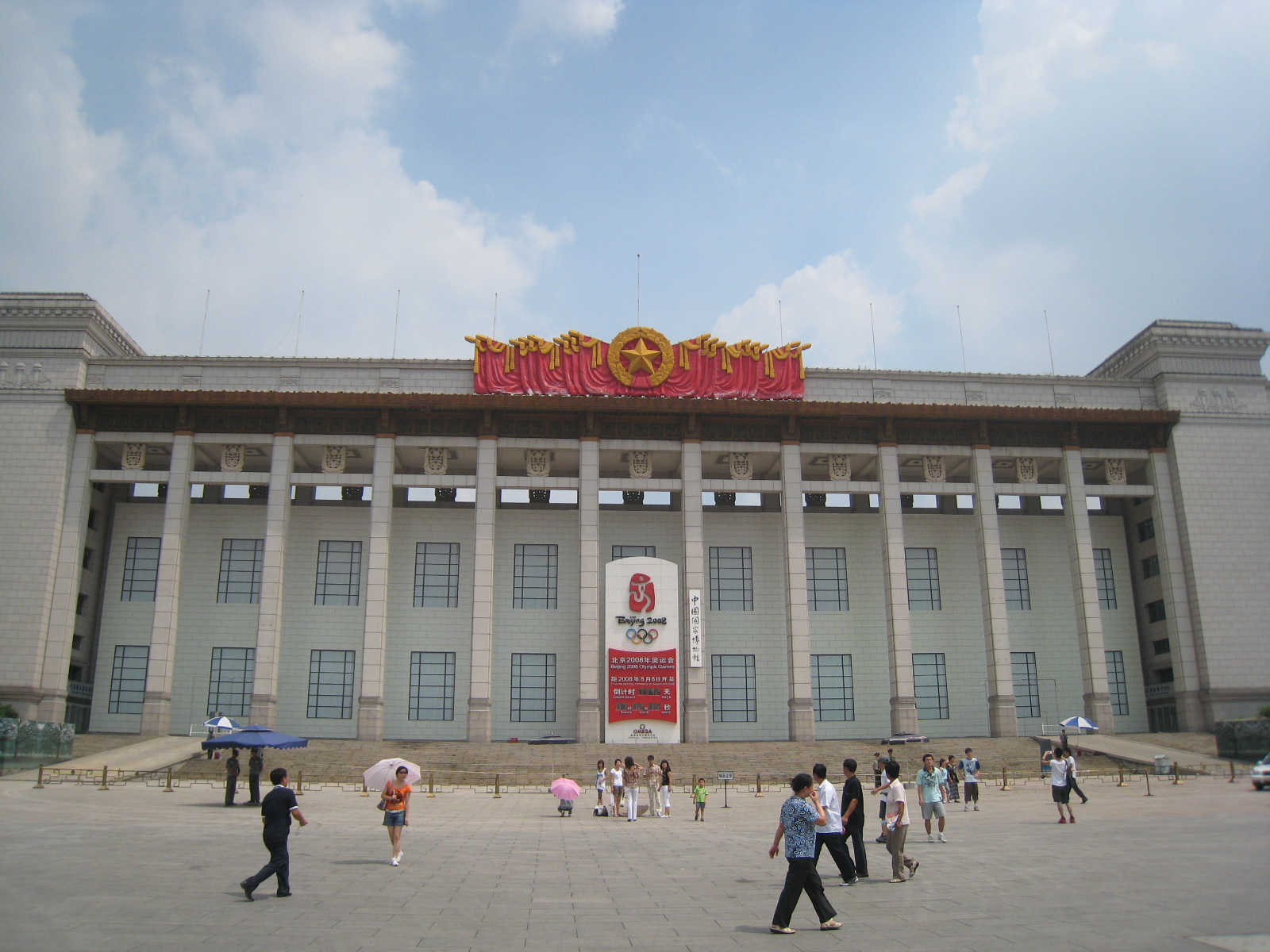
Ristrutturazione preolimpica

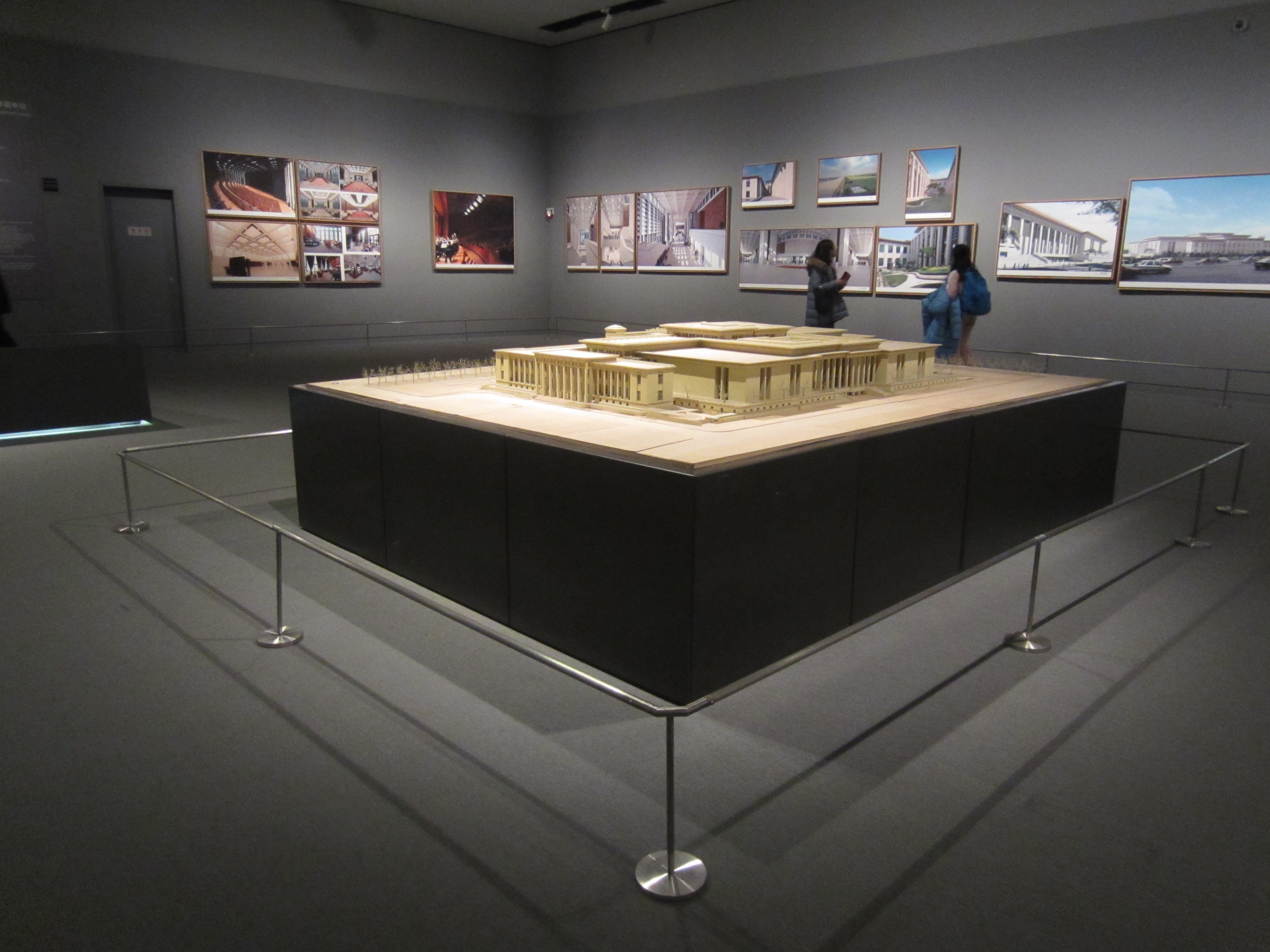
Una sala del museo

Il Museo nazionale della Cina, o NAMOC, (中國國家博物館T, 中国国家博物馆S, Zhōngguó guójiā bówùguǎnP) si trova sul lato est della piazza Tiananmen a Pechino, Cina. La sua missione è l'educazione sulle arti e storia della Cina. È diretto dal Ministero della Cultura della Repubblica Popolare Cinese.
Il museo è stato fondato nel 2003 da due entità separate che già occupavano l'edificio: il Museo della Rivoluzione Cinese nell'ala nord e il Museo Nazionale della Storia Cinese in quella sud. Il Museo della Rivoluzione cinese, aperto dal 1960, all'epoca di Mao Zedong, aveva avuto origine dall'Ufficio del Museo Nazionale della Rivoluzione, fondato nel 1950. Il Museo Nazionale della storia cinese aveva aperto nel 1959 e si era originato dal Museo Nazionale di Storia di Pechino, fondato nel 1949, e dal precedente Ufficio preliminare del Museo Nazionale di storia del 1912.
L'edificio attuale fu completato nel 1959 per le celebrazioni dei dieci anni del governo comunista. Fa da contraltare alla Grande sala del popolo, edificio contemporaneo sul lato opposto della piazza. La struttura, estesa su 40.000 metri quadrati, ha una facciata lunga 313 metri, un'altezza di 34.5 metri per quattro piani e una larghezza di 149 metri. Al centro della facciata si trovano undici pilastri quadrati.
Il museo è aperto tutti i giorni tranne alla vigilia del Capodanno cinese e l'ingresso costa 30 ¥.

## Collezioni
Il museo copre la storia cinese dall'Uomo di Yuanmou di 1,7 milioni di anni fa alla fine della Dinastia Qing (l'ultima dinastia imperiale) ed è diviso in tre sezioni: la Società Primitiva (fino al 4000 a.C.), la Società della Schiavitù (2100–475 a.C.) e la Società Feudale (475 a.C.–1911).
Il Museo della Rivoluzione cinese copre la storia della Vecchia Rivoluzione Democratica (1840-1911), della Nuova Rivoluzione Democratica (1911-1949) (inclusa la Repubblica di Cina) ed il “Trionfo della Rivoluzione e l'arrivo del Socialismo” per gli eventi a partire dal 1949.

## Altri usi
A causa della sua centralità, su piazza Tiananmen, la facciata del museo è stata spesso usata dagli anni novanta per l'esposizione di orologi che segnano conti alla rovescia per occasioni di importanza nazionale. Il primo è stato quello in occasione del passaggio di Hong Kong alla Cina nel 1997, poi per quello di Macao nel 1999 e quindi quello per le Olimpiadi di Pechino 2008.